# Йоган Пітка
Йоган Пітка (ест. Johan Pitka; 19 лютого 1872, село Яалгсема, волость Вигмута, Вейсенштейнський повіт, Естляндська губернія, Російська імперія, нині — Естонія — 26 вересня 1944, Ляянемаа, Райхскомісаріат Остланд (Естонія)) — військовий і політичний діяч Естонії, контр-адмірал (21 вересня 1919).

## Освіта та діяльність у лютому 1917
Йоган Пітка народився 19 лютого 1872 року в селі Ялгсема, у волості Вигмута, Вейсенштейнського повіту, Естляндської губернії шостою дитиною в сім'ї. Загальну освіту отримав у громадській школі (з 1881), в Олександрівській гімназії в Ревелі (з 1885), на морських училищах Кясму (1891), Аренсбурзі (з 1892) і Балтійський Порт (1894–1895).
В 1895 отримав диплом капітана далекого плавання. З 1889 (або з 1890) плавав на торгових судах (до 1907). В еміграції в Англії в 1904-1911 рр. У 1907 заснував латвійсько-естонське корабельне агентство, в 1911 — пароплавство «Йох. Пітка і Ко», став одним з найвпливовіших торгових судновласників в Естонії. Був у числі організаторів Морського союзу взаємного страхування (Mereabi) і Служби порятунку на водах.

## Після лютого 1917
З початком Лютневої революції 1917 року для Пітки розпочався новий період життя, що ознаменувався громадською активністю. З червня 1917 Пітка був членом Головного комітету солдатів-естонців, де займався питаннями повернення солдатів естонської національності в Естонію. На організацію і забезпечення естонських національних частин Пітка пожертвував на ті часи нечувану суму — 100 000 рублів. Він був готовий докласти всю свою енергію та організаторські здібності на благо майбутнього Естонії. Естонським більшовикам кипуча діяльність моряка не сподобалася, і вони заочно засудили його до смерті. Через це Пітка був змушений тимчасово ховатися в підпіллі.
У лютому 1918, коли в Естонію прийшли німецькі війська, Пітка знову з'явився перед громадськістю.

## Адмірал
У 1917 взяв активну участь у створенні естонської держави і її військових частин, створив добровільне воєнізоване об'єднання Omakaitse, що пізніше отримало назву Kaitseliit. У 1918 — голова підпільного Оборонного союзу. Активний учасник Російсько-естонської війни. У 1918-1920 організовував мобілізацію солдатів, будівництво бронепоїздів і бронемашин. У 1918-1919 — командувач військово-морськими силами Естонії.
Керував висадкою десанту біля Локса (січень 1919) і іншими операціями проти червоних військ. Тісно взаємодіяв з британськими моряками. У той же час російські морські офіцери давали йому, переважно, негативні оцінки, що було пов'язано з напруженими відносинами між російською білою Північно-Західною армією і естонською владою.
Нагороджений Хрестом свободи першого розряду першого ступеня (Естонія), орденом св. Михайла і св. Георгія (Велика Британія).

## Політичний і громадський діяч

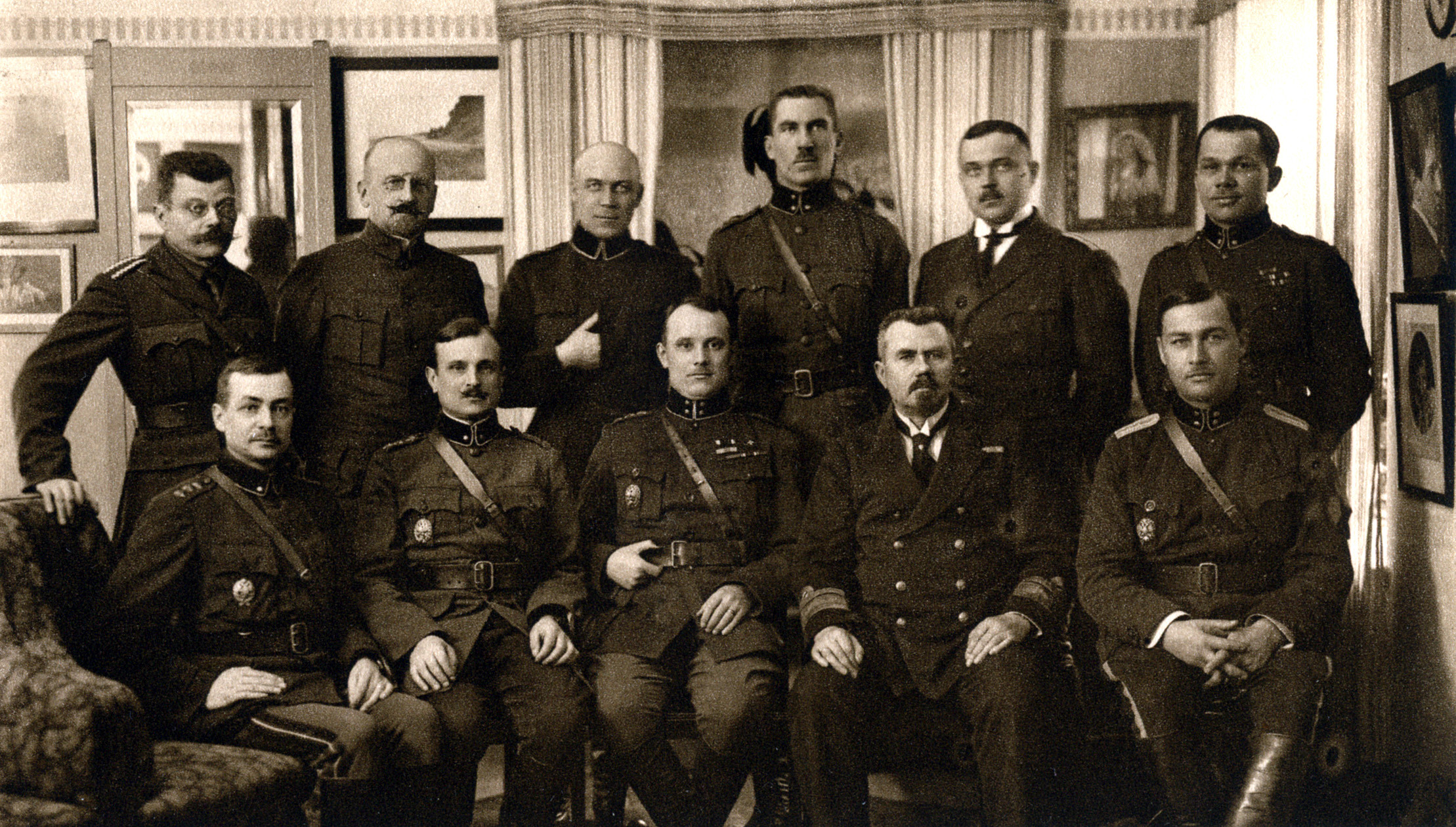
Головне командування естонської армії в 1920 році, зліва вгорі: генерал-майор Ернест Пиддер, доктор Артур Лоссманн, генерал-майор Олександр Тиніссон, полковник Карл Партс, полковник Віктор Пускар, полковник Яан Рінк. Зліва внизу: генерал-майор Андрес Ларка, генерал-майор Яан Соотс, головнокомандувач генерал-лейтенант Йохан Лайдонер, адмірал Йоган Пітка та полковник Рудольф Рейман

У 1919-1920 — депутат Конституційних зборів від Народної партії. У 1920-1924 — керівник Союзу варти, який боровся проти бюрократизму і корупції, видавець газети «Еесті» і журналу «Валве». Автор книги «Мої спогади» (1921).
У 1923 заснував Націонал-ліберальну партію, яка зазнала поразки на виборах до Державних зборів. Після цього відійшов від політичної діяльності і виїхав до Канади, де в 1924-1929 був фермером в Британській Колумбії.
Потім повернувся до Естонії, де став одним з керівників руху учасників Визвольної війни. Після того, як цей рух перетворився на правонаціоналістичний і політизований, порвав з ним. У 1930-1937 — директор Центрального естонського об'єднання споживчих товариств. Намагався сприяти розвитку в Естонії суднобудування і дрібної промисловості. У 1937 — член першої палати Національних зборів.

## Діяльність під час Другої світової війни
У 1940 виїхав до Фінляндії, в 1944 повернувся до Естонії, закликавши до опору Червоній армії будь-якою ціною. У вересні 1944 сформував незалежну від німців «Бойову групу адмірала Пітки», намагався організувати опір радянським військам, виконував накази створеного естонськими політиками тимчасового уряду Отто Тіїфа, який виступав за незалежність Естонії, але не було визнано жодної зі сторін, що брали участь у війні.
Після того, як стала зрозуміла безнадійність опору наступаючим радянським окупаційним військам, адмірал Пітка розпустив свій загін. Пропав безвісти в кінці вересня 1944 року.

## Пам'ять про адмірала Пітку
Флагманом естонського флоту є корабель «Адмірал Пітка», побудований в 1975 для ВМС Данії (тоді він носив назву «Бескюттерен»). У 2000 він був переданий Естонії. Водотоннажність — 1970 тонн, довжина — 74,7 метра, ширина — 12,2 метра, здатний розвивати швидкість до 18 вузлів. До його озброєння входить 76-міліметрова гармата, крім того, на борту є вертолітний майданчик і госпіталь з операційною.
23 серпня 2005 художник Ерік Шмідт подарував командувачу естонськими Силами самооборони віце-адміралу Тармо Киутса портрет адмірала Йогана Пітки. Було прийнято рішення виставити цей портрет в будівлі Головного штабу.

## Пам'ятник в Талліні
19 лютого 2002 у день 130-ї річниці від дня народження адмірала Пітки в Талліні на розі вулиці Тоомпеа і бульвару Каарлі йому був відкритий пам'ятник. На урочистій церемонії з промовою виступили мер Талліна Едгар Савісаар і командувач Силами оборони Естонії контр-адмірал Тармо Киутса. Покривало з пам'ятника зняли Тармо Киутса і колишній президент Естонії Леннарт Мері. Втім, пам'ятник був відкритий тут тимчасово, так як на цьому місці планувалося побудувати музей новітньої історії Естонії.
19 лютого 2007 в день 135-ї річниці від дня народження адмірала відбулося повторне відкриття пам'ятника, який на цей раз був встановлений біля штабу «Кайтселійт». У церемонії відкриття взяли участь прем'єр-міністр Андрус Ансип, мер Талліна Юрі Ратас і командувач Силами оборони генерал-майор Антс Лаанеотс. Це святкування збіглося за часом з політичним конфліктом у зв'язку з планами перенесення монумента радянському солдату-визволителю в Талліні.
3-5 лютого 1919 за наказом, в той час капітана, Пітка, на острові Найссаар були розстріляні російські моряки-окупанти з російських міноносців «Спартак» і «Автроіл», захоплених британською ескадрою в боях біля острова. Пам'ятник морякам був споруджений радянською окупаційною владою в Талліні на Мар'ямягі.
28 червня 2014 року в селі Селікюла був відкритий музей Йогана Пітки.

## Праці
- Minu mälestused I—IV, Tallinn, 1937—1939
- Kuldsed aastad Lillyga, Tallinn, 1998, ISBN 9985510399